# Paso de la Arena (Montevideo)
Paso de la Arena es un barrio ubicado al oeste de la ciudad de Montevideo, Uruguay. Está en las inmediaciones de Nuevo París, Lezica, La Paloma  y Sayago en el centro de Montevideo 

## Economía
De las principales actividades industriales en la zona se destaca la producción de aceite, así como también en la agricultura predominando la producción hortícola y frutícola. Se puede destacar también  en  que la floricultura ha tenido una gran  gran importancia en estos últimos años, siendo en la actualidad uno de los puntos neurálgicos del desarrollo de dicha actividad. 
En la zona se encuentra el parque Tomkinson, una reserva forestal en la que se encuentran aproximadamente cuarenta clases de plantas autóctonas del país. Fue también allí donde se plantaron los primeros eucalyptus introducidos en el país por Thomas Tomkinson, quien vio la utilidad de dicha madera para la construcción del ferrocarril. Es en dicho barrio donde se encuentra el Parque de Punta Espinillo y una gran extensión de playas sobre las costas del Río de la Plata.  

## Características
La historia de Paso de la Arena se remonta a 1811 pues fue desde este punto de la ciudad donde comenzaría el llamado éxodo del pueblo oriental. Posteriormente la zona se iría conformando con la llegada de inmigrantes italianos, japoneses y portugueses, que se dedicaron a la agricultura, la ganadería y el cultivo de flores. 

## Cultura

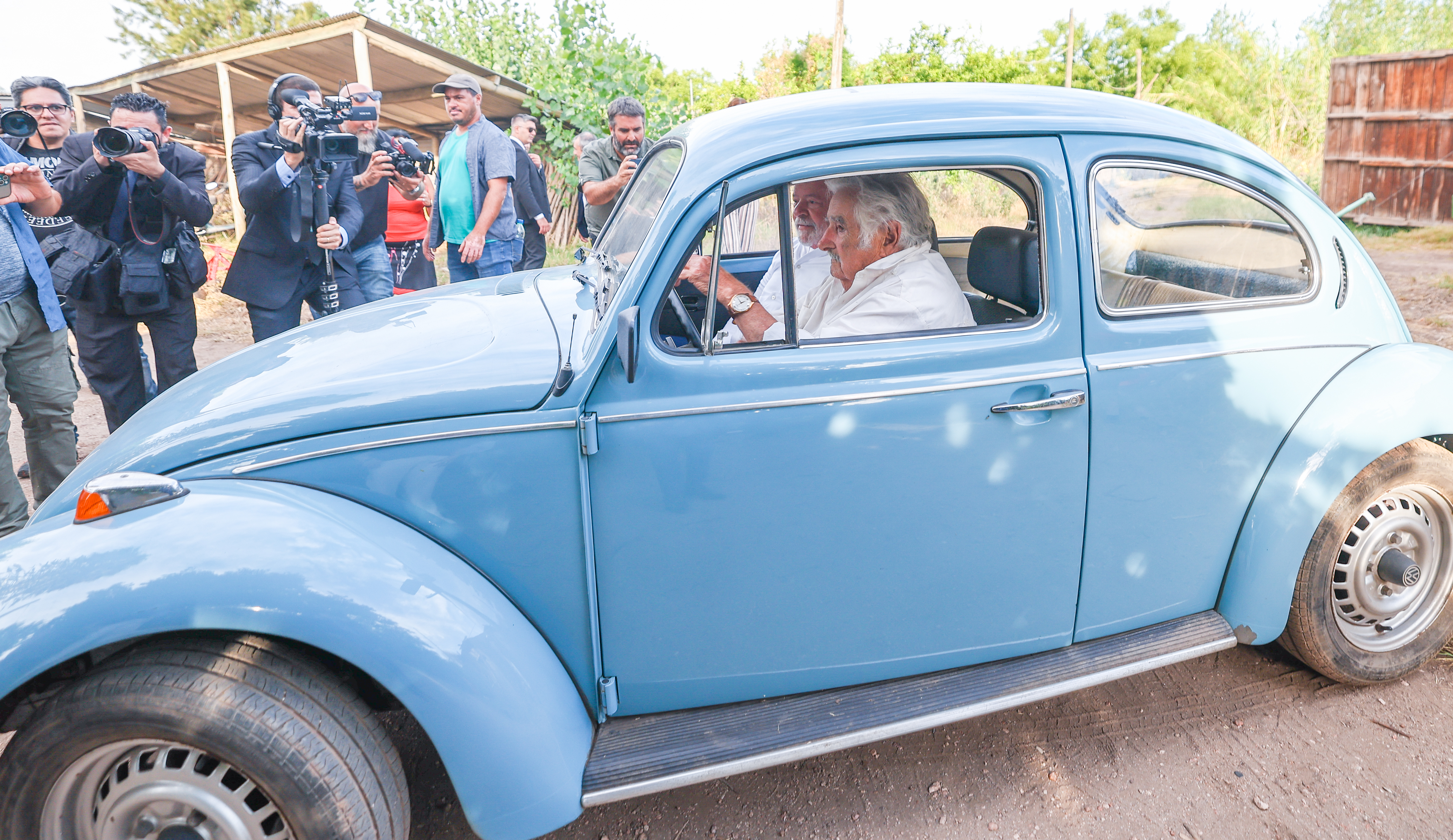
José Mujica y Luiz Inácio Lula da Silva en la chacra de Rincón del Cerro.

En este barrio surgió la Murga del Paso de la Arena, denominada «Los Plebeyos del Paso de la Arena», y estuvo ubicado, hasta su demolición, el escenario abierto Carlos Caffa. También se encuentra la sede y la cancha de Huracán del Paso de la Arena y el club de bochas Paso de la Arena. Funciona también la biblioteca pública Paco Espínola. 
En dicha zona se ubicó la antigua quinta del expresidente Luis Batlle Berres donde residió junto a su familia hasta su fallecimiento. En los años noventa la antigua residencia fue donada y convertida en escuela. El barrio es también residencia del expresidente José Alberto Mujica Cordano vecino y floricultor de esta zona, en la que reside desde su infancia hasta su muerte, en su chacra de Rincón del Cerro junto con Lucía Topolansky, exvicepresidenta de la República.

## Transporte
En 1997 en el marco del proceso de remodelación del transporte colectivo del departamento de Montevideo fue construida la terminal de Paso de la Arena, una terminal de ómnibus urbanos desde la cual se realiza la combinación de viajes a diferentes recorridos de la zona oeste y norte del departamento. 